# Guča
Guča ( pronúncia ? · ficheiro em sérvio:  Гуча ) é uma pequena cidade da Sérvia localizada no município de Lučani, pertencente ao distrito de Moravica, na região de Stari Vlah, Dragačevo. A sua população era de 1768 habitantes segundo o censo de 2011.
Guča é dista 80 quilômetros ao sul de Belgrado, em viagem que dura cerca de três horas de ônibus. A cidade é conhecida pelo seu festival anual de trompete, recebendo centenas de milhares de visitantes todos os anos. O "Festival do Trompete" é considerado o maior evento da categoria no mundo e no ano de 2011 completou sua 80ª edição.

## Demografia
| 1948 | 1953 | 1961 | 1971 | 1981 | 1991 | 2002 | 2011 |
| ---- | ---- | ---- | ---- | ---- | ---- | ---- | ---- |
| 601  | 754  | 932  | 1378 | 1852 | 2026 | 2022 | 1768 |